# وولکا رتلسکا
وولکا رتلسکا (به لاتین: Wólka Rytelska) یک روستا در لهستان است که در گمینا تسرانوو واقع شده‌است.